# Llei de Rayleigh-Jeans

Comparació de la Llei de Rayleigh-Jeans amb la Llei de Wien i la Llei de Planck, per un cos de temperatura de 8 mK

A física, la  Llei de Rayleigh-Jeans , primerament proposada a començaments del segle XX amb l'intent de descriure la radiància espectral de la radiació electromagnètica de totes les longituds d'ona d'un cos negre a una temperatura donada, per a la longitud d'onaλ, És;
{\displaystyle B_{\lambda }(x)={\frac {2ckT}{\lambda ^{4}}}}
on  c  és la velocitat de la llum,  k  és la constant de Boltzmann i  T  és la temperatura absoluta.
En termes de freqüència {\displaystyle \nu }, la radiació és:
{\displaystyle B_{\nu }(T)={\frac {2\nu ^{2}kT}{c^{2}}}}.
La llei és derivada d'arguments de la física clàssica. John Strutt (Lord Rayleigh) va obtenir per primera vegada el quart grau de la dependència de la longitud d'ona el 1900; una derivació més completa, que incloïa una constant de proporcionalitat, va ser presentada per Rayleigh i Sir James Jeans el 1905. Aquesta afegia unes mesures experimentals per a longituds d'ona. No obstant això, aquesta predeia una producció d'energia que tendia a l'infinit, ja que la longitud d'ona es feia cada vegada més petita. Aquesta idea no era sustentada pels experiments i el problema es va conèixer com la catàstrofe ultraviolada, però no va ser, com de vegades s'afirma en els llibres de text de física, una motivació per a la teoria quàntica.
El 1900 Max Planck va obtenir una relació diferent, coneguda com la Llei de Planck. Aquesta llei pertany a la física quàntica.
la Llei de Planck expressada en termes de longitud d'ona λ  =  c /ν .
{\displaystyle B_{\lambda }(x)={\frac {2c^{2}}{\lambda ^{5}}}~{\frac {h}{e^{\frac {hc}{\lambda kT}}-1}}}
on  h  és la constant de Planck. La llei de Planck no pateix la catàstrofe ultraviolada seguint les dades experimentals, però el seu ple significat només s'aprecia des de fa diversos anys més tard. En el·límit de temperatures molt altes o llargues longituds d'ona, el terme exponencial es converteix en el petit, de manera que el denominador es converteix en aproximadament hc/kT? sèrie de potències d'expansió, al contrari que la llei de Rayleigh-Jeans.